# 吉维·贡巴里泽
吉维·格里戈里耶维奇·贡巴里泽（俄語：Ги́ви Григо́рьевич Гумбари́дзе，1945年3月22日—）格鲁吉亚人，苏联党和国家领导人，格鲁吉亚中央委员会第一书记。

## 生平
1945年，生于格鲁吉亚第比利斯市军人家庭。1966年，毕业于国立第比利斯大学。1968年，任格鲁吉亚共和国部长会议国家中央档案管理局高级研究员。1969年，任格鲁吉亚共和国最高苏维埃主席团副主席助理。
1972年，加入苏联共产党。1977年，任格鲁吉亚共产党中央机关行政机关部督导员、秘书处处长、副部长。1983年，任捷斯塔芬区党委第一书记。1985年，任格鲁吉亚共产党中央行政机关部部长、组织党务工作部部长。
1988年，任第比利斯市党委第一书记。1988年，任格鲁吉亚共和国国家安全委员会主席。1989年，任格鲁吉亚共产党中央第一书记，1989年，任格鲁吉亚共和国最高苏维埃主席团主席。1990年，为苏共中央委员。7月，为苏共中央政治局委员。